# Rowlandius alayoni
Rowlandius alayoni är en spindeldjursart som först beskrevs av Armas 1989.  Rowlandius alayoni ingår i släktet Rowlandius och familjen Hubbardiidae. Inga underarter finns listade i Catalogue of Life.